# شهراسب
شهراسب یا شهرسب نام روستایی از توابع بخش مرکزی شهرستان ابرکوه در استان یزد است. این روستا در دهستان تیرجرد قرار دارد و براساس سرشماری مرکز آمار ایران در سال ۱۳۸۵، جمعیت آن ۶۱۸ نفر (۱۸۵خانوار) بوده است. از جاذبه‌های گردشگری آن می‌توان به قلعه شهرسب اشاره کرد.